# Episztázis

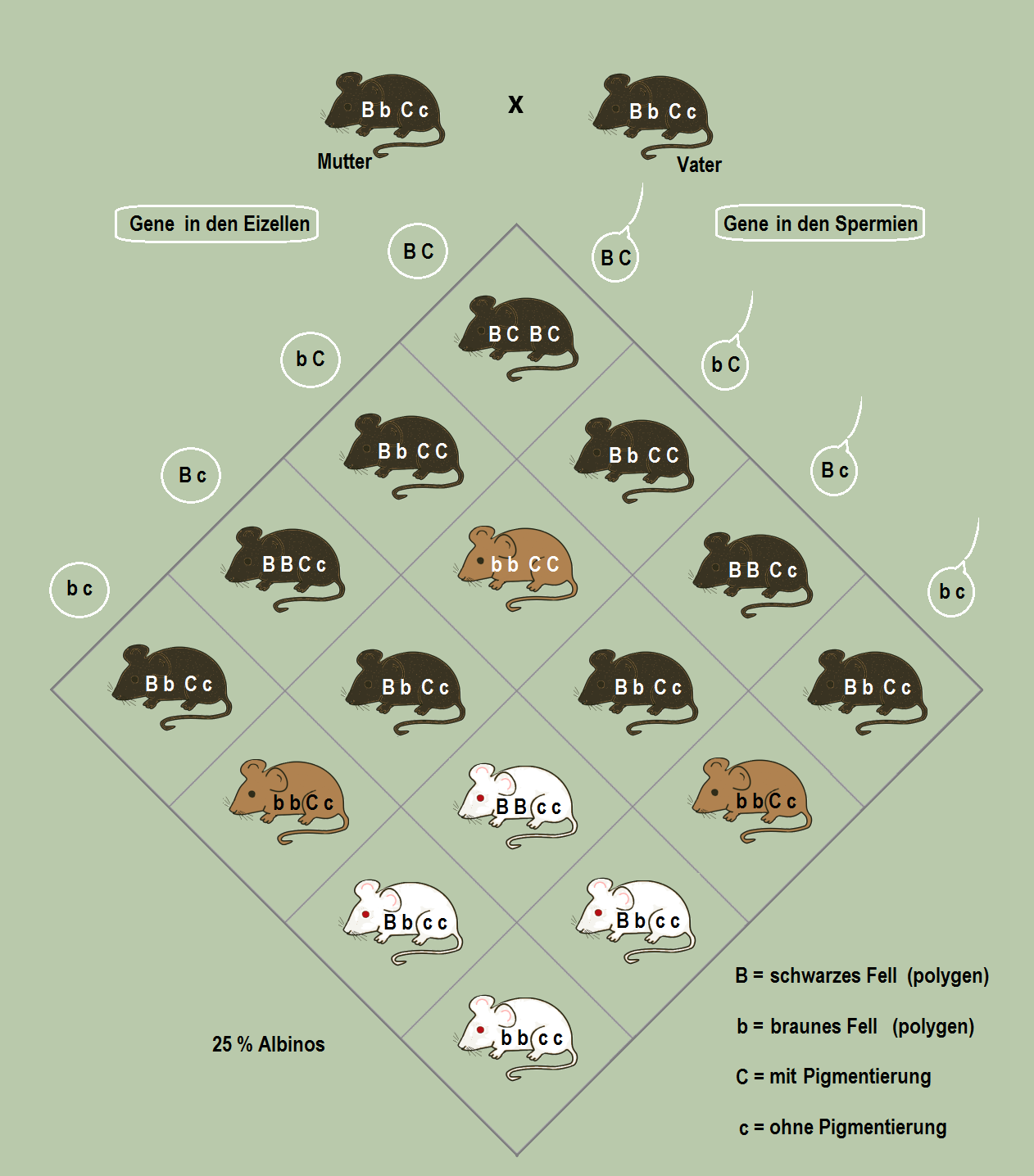
Punnett-négyzet Génkombinációk episztázissal. Az egér színe a kutya színéhez hasonlóan öröklődik. Az F1 16 egyede közül 8 a recesszív c allélt hordozza

Az episztázis a genetikában a különböző gének alléljai közötti kölcsönhatások egyik fajtája. Lényege, hogy az episztatikus gén egyik allélja nem engedi érvényesülni a másik gén (a hiposztatikus gén) alléljait. Az episztázist kiváltó allél lehet domináns vagy recesszív; ennek megfelelően beszélhetünk domináns, illetve recesszív episztázisról.
Például a labrador szőrszínét meghatározó gének közül az egyik gén (B) barna (b) vagy fekete (B) színt határoz meg, míg a másik (E) a pigmentek bőrben, illetve szőrben való lerakódásért felel. Ez utóbbi gén recesszív allélja megakadályozza a pigmentek lerakódását, így a kutya fehér lesz, bármit is tartalmaz a B gén. Tipikusan hasonló történik más állatoknál is, így például a macskák szőrszínénél is megfigyelhető. Egy másik példa, amikor a cirmos mintázat típusát meghatározó gén alléljai közül egy sem fejeződhet ki, mert hiányzik az aguti-faktor.  Ez a recesszív episztázis. Ahhoz, hogy megvalósuljon, az episztatikus gén mindkét példányának a recesszív allélt kell tárolnia.
Domináns episztázisra példa a babhéj színe (fekete, barna, fehér).
Előfordulhat az az eset is, amikor a két gén egyike recesszív, a másik domináns episztatikus a másik fölött. Ekkor kettős episztázisról van szó, aminek hasadási aránya 13:3.
Kétgénes öröklésben a domináns:recesszív hasadási arányok fenotípusa általában 9:3:3:1. Episztázis esetén az arányok módosulnak, csak három fenotípus van, mert össze kell vonni azokat a fenotípusokat, amikre az episztatikus alléljai ugyanazt az fenotípust eredményezik. Domináns esetben az arány (12:3:1); recesszív esetben (9:3:4).
Ha több gén áll egymással episztázisban, akkor a harmadik gén alléljainak kifejeződéséhez az első két gén alléljainak megfelelő kombinációja szükséges. Ekkor episztatikus sorról van szó, aminek minden egyes tagjának kifejeződéséhez az előtte állók megfelelő allélkombinációja szükséges. Az episztatikus sor gyakori, mivel a sor tagjai egy több lépéses szintézis részfolyamatait kódolják. Egy példa az episztatikus sorra a lovak színe.